# Muraena augusti

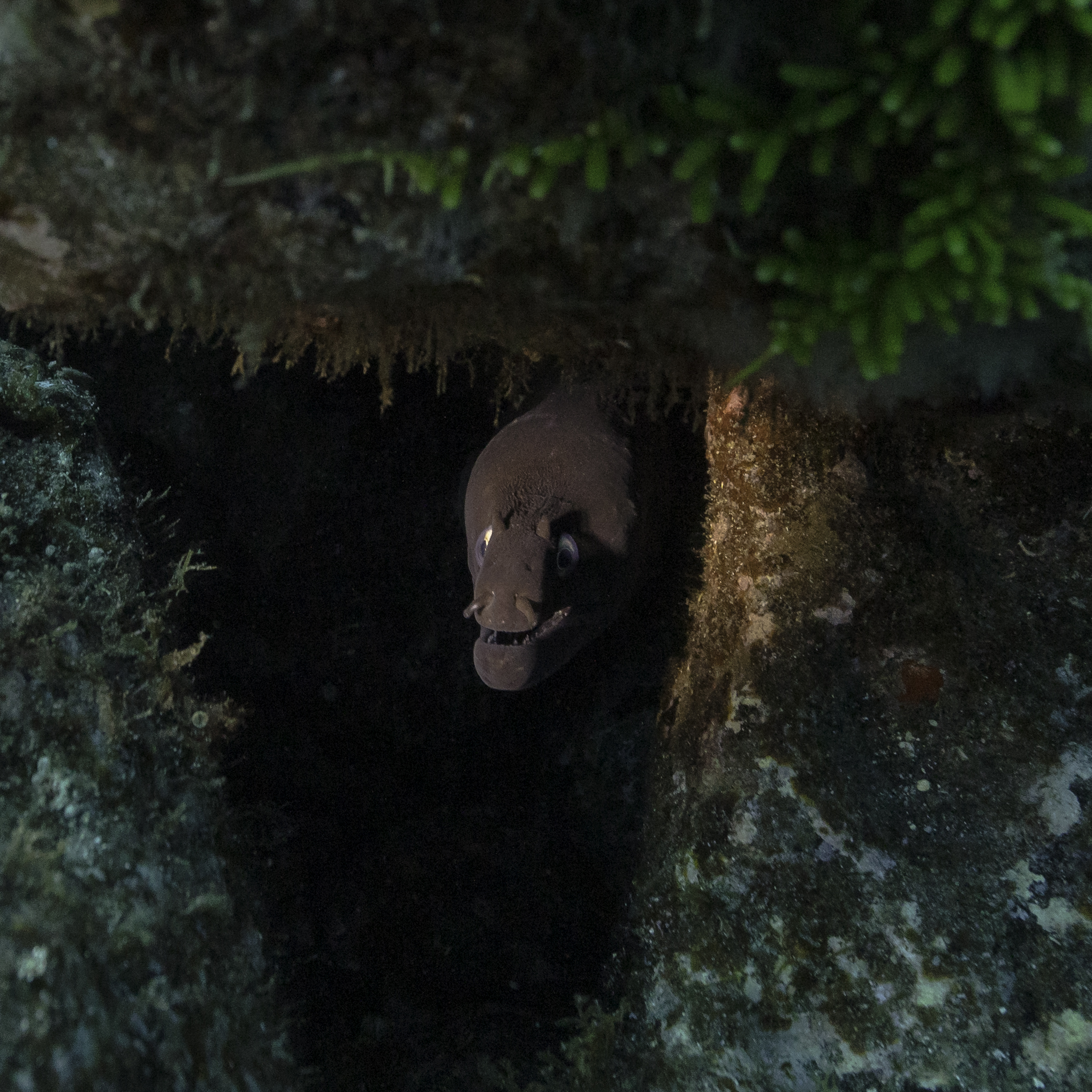
Moreia-preta en Faial, Azores.

A moreia-preta é uma espécie bentônica que habita fundos rochosos. usualmente fendas entre rochas e pequenas grutas. Espécie com padrão de cor marmoreado. O corpo é castanho com grandes manchas amarelas cada uma contendo pequenas manchas castanhas formando uma rosa. Espécie territorial que se alimenta de cefalópodes e peixes. Reprodução ovípara. Possui interesse comercial.
Nada entre entre os 1 aos 100 metros de profundidade e mede cerca de 130 cm.